# Конституционный суд Испании
Конституцио́нный су́д Испа́нии (исп. Tribunal Constitucional de España) — высший орган конституционного контроля в Испании.
Конституционный суд Испании был создан в соответствии с Конституцией 1978 года. Регламентирующий деятельность суда органический закон, принятый в 1979 году, определяет суд как высшую инстанцию толкования Конституции и провозглашает его независимость от остальных конституционных органов, устанавливая, что Конституционный суд подчиняется только Конституции и данному Органическому закону. Конституционный суд не входит в систему судов общей юрисдикции Испании, возглавляемую Верховным судом, а является специализированным судебным органом, действующим самостоятельно и вне данной судебной иерархии.

## История
До создания современного Конституционного суда в 1978 году, орган конституционного контроля имела также Вторая Испанская республика (1931—1939) — Суд конституционных гарантий. Созданный по образцу старейших европейских органов такого типа (австрийского или чехословацкого). Разработчики новой конституции учли неудачный опыт республиканского суда, чтобы избежать его недостатков, особенно чрезмерной политизации.

## Состав
Конституционный суд состоит из 12 судей, которые назначаются Королём Испании специальным королевским указом по предложению:
- обеих палат Генеральных ко́ртесов Испании — по 4 кандидатуры от Конгресса депутатов и Сената, решение принимается квалифицированным большинством 3/5 голосов членов каждой палаты. Благодаря этому, назначение каждого из конституционных судей должно быть результатом широкомасштабного политического консенсуса, что на практике требует содействия по крайней мере двух больших общенациональных политических партий. Сенат выдвигает свои кандидатуры обязательно с учётом мнения всех законодательных органов автономных областей.
- Правительства Испании — 2 кандидатуры.
- Генерального совета судебной власти — 2 кандидатуры, решение принимается 3/5 голосов его членов.

Срок полномочий судей составляет девять лет, на должность судьи могут быть назначены только граждане Испании, имеющие юридическое образование, которые имеют опыт работы судьями или прокурорами, являются преподавателями вузов, государственными служащими, а также все юристы с признанным авторитетом и имеющие не менее 15 лет юридической практики. Каждые три года состав суда обновляется путём ротации трети судей. Председатель назначается Королём на 3 года по предложению членов Конституционного суда.
Судьи Конституционного суда независимы и неприкосновенны в течение срока своих полномочий.

## Компетенция
Конституционный суд Испании рассматривает следующие вопросы:
- ходатайства о неконституционности нормативных актов (проводится по запросу премьер-министра, омбудсмена, 50 депутатов Конгресса или 50 сенаторов, органов исполнительной и законодательной власти автономных сообществ),
- жалобы в порядке процедуры ампаро в защиту нарушенных основных прав и гражданских свобод (обратиться может любое физическое или юридическое лицо, чьи права и законные интересы были нарушены, а также омбудсмен или прокурор в защиту неопределённого круга лиц),
- споры о компетенции между государством в целом и автономными сообществами,
- споры между автономными сообществами,
- споры между органами государственной власти,
- проверяет конституционность положений международного договора, подлежащего ратификации,
- проверяет условия для назначения членов Конституционного суда.

## Процедура
Суд осуществляет свою компетенцию рассмотрения законов на соответствие или несоответствие Конституции посредством процедур абстрактного контроля, обычных для других конституционных судов: ходатайство о неконституционности (recurso de inconstitucionalidad) и запрос о неконституционности (cuestión de inconstitucionalidad) (статьи 161 и 163 Конституции Испании, ст. 27—40 ОЗКС). Суд также может контролировать конституционность закона в конкретных ситуациях: при защите основных прав гражданина в рамках процедуры индивидуального ходатайства (recurso de amparo) или при урегулировании конфликта полномочий, если Суд усматривает, что закон, который должен быть применён в данной процедуре, противоречит Конституции (ст. 55.2 и 67 ОЗКС).
Как в случае ходатайства, так и в случае запроса о неконституционности Суд рассматривает лишь действующие законы. Единственная процедура превентивного контроля норм, существующая в Испании, относится к международным договорам (ст. 95 Конституции). Первоначально закон, регламентирующий Суд, предусматривал возможность «предварительного ходатайства», которое могло быть внесено политическим меньшинством против законов, принятых Кортесами, до их промульгации или официальной публикации. Этот опыт оказался неудачным: поступало очень большое число ходатайств, угрожавших парализовать законодательную деятельность и превратить Суд фактически в третью палату парламента. Поэтому данная компетенция превентивного контроля была отменена. В последние годы идёт дискуссия о возможности восстановления предварительного ходатайства, ограниченного законами, которые должны будут выноситься на референдум.

### Ходатайство о неконституционности
Ходатайства о неконституционности подвержены строгим правилам сроков и легитимации. Они могут быть поданы только в трёхмесячный срок после официальной публикации оспариваемого закона. Правом ходатайства обладают Председатель правительства (Presidente del Gobierno), правительство или парламент одного из автономных сообществ Испании, омбудсмен, или Народный защитник Испании (Defensor del Pueblo) и политическая оппозиция (пятьдесят депутатов или сенаторов).
Большинство ходатайств о неконституционности призваны разграничить полномочия между центральными учреждениями государства и 17 автономными сообществами, каждое из которых имеет собственный парламент, принимающий постановления, имеющие в пределах его компетенции силу закона. Ходатайства о неконституционности, вносимые депутатами или сенаторами от политического меньшинства, встречаются реже, но они имеют важное политическое значение, так как затрагивают вопросы, наиболее дискуссионные как для политических кругов, так и для общественного мнения.

### Запрос о неконституционности
В отличие от ходатайства, запрос о неконституционности может быть инициирован в Испании любым судьёй или судом, который, будучи компетентен вести некоторый процесс, считает, что закон, который он должен применить, может быть неконституционным. На практике большинство рассмотрений законов, которыми занимается Конституционный суд Испании, является следствием запросов о неконституционности. За 2006—2011 годы каждый год в среднем подаётся 110 запросов и 21 ходатайство о неконституционности.
Посредством этого досудебного механизма Конституционный суд рассматривает самые разнообразные законы: некоторые из них новые, как в случае ходатайств о неконституционности, но многие приняты до Конституции или даже в очень древние времена. Самый старый закон, рассматривавшийся Конституционным судом Испании, восходит к XIII веку (судебник Альфонсо X Мудрого «Семь частей», продолжающий регламентировать наследование дворянских титулов). В запросе могут быть затронуты любые законы, регламентирующие случаи из реальной жизни, которые подлежат рассмотрению в суде лицами, заинтересованными в решении юридического конфликта.

### Процедура ампаро
Конституционный суд Испании осуществляет значительные полномочия по защите основных прав и свобод граждан путём применения процедуры ампаро, то есть рассмотрение исков о нарушении прав и свобод граждан в результате действий и решений публичных органов власти, а также их агентов и чиновников, органов автономных сообществ, других юридических лиц, в том числе действий и решений судебных органов, по основаниям прямо предусмотренным в конституции (статьи 14—30) и, если пути обжалования в порядке апелляции и кассации уже исчерпаны. Процедура ампаро в отношении проверки законов на конституционность не применяется. Данная процедура является исключительным средством, и для обращения к ней необходимо чтобы все соответствующие альтернативные пути восстановления нарушенных прав были исчерпаны в судах общей юрисдикции, прежде чем обратиться в Конституционный суд.